# Вале Бона (Потенца)
Вале Бона (итал. Valle Bona) је насеље у Италији у округу Потенца, региону Базиликата.
Према процени из 2011. у насељу је живело 24 становника. Насеље се налази на надморској висини од 751 м.